# Chiesa di Santa Maria Liberatrice al Foro Romano
La chiesa di Santa Maria Liberatrice era un luogo di culto cattolico di Roma, nel rione Campitelli, all'interno del Foro Romano. È stata demolita nel 1900 per riportare alla luce la chiesa paleocristiana di Santa Maria Antiqua.

## Storia
Venne costruita nel XIII secolo sul luogo della precedente chiesa di Santa Maria Antiqua, nel Foro Romano, che a quell'epoca si era ridotta a un rudere e seminterrata per l'innalzamento del terreno. 
Il luogo dov'era sepolta la Chiesa di Santa Maria Antiqua era nel medioevo un luogo inospitale, palustre, da dove si sprigionavano miasmi. La popolazione dell'epoca tramandava la leggenda che il luogo avesse ospitato un demone, l'uccisione del quale era legata al nome di Papa Silvestro I.
L'edificio sacro fu fondato XIII secolo e venne inizialmente intitolata San Silvestro in lacu, ritenendo che si trovasse in prossimità del Lago Curzio, poi successivamente fu anche chiamata Sancta Maria libera nos a poenis inferni.
Tale chiesa subì un restauro nel 1617 ad opera di Onorio Longhi che cancellò definitivamente ogni traccia superstite di Santa Maria Antiqua.
Nel 1900, nell'ambito dei lavori di scavo archeologico del fori, guidati da Giacomo Boni, fu infine decisa la demolizione della chiesa. Dalla documentazione dell'epoca sembra che i lavori di demolizione venissero ultimati già nel mese di febbraio. Il titolo rimase e fu trasferito, assieme a diversi stucchi e a marmi policromi, all'omonima chiesa in costruzione nel rione Testaccio.

## Galleria d'immagini

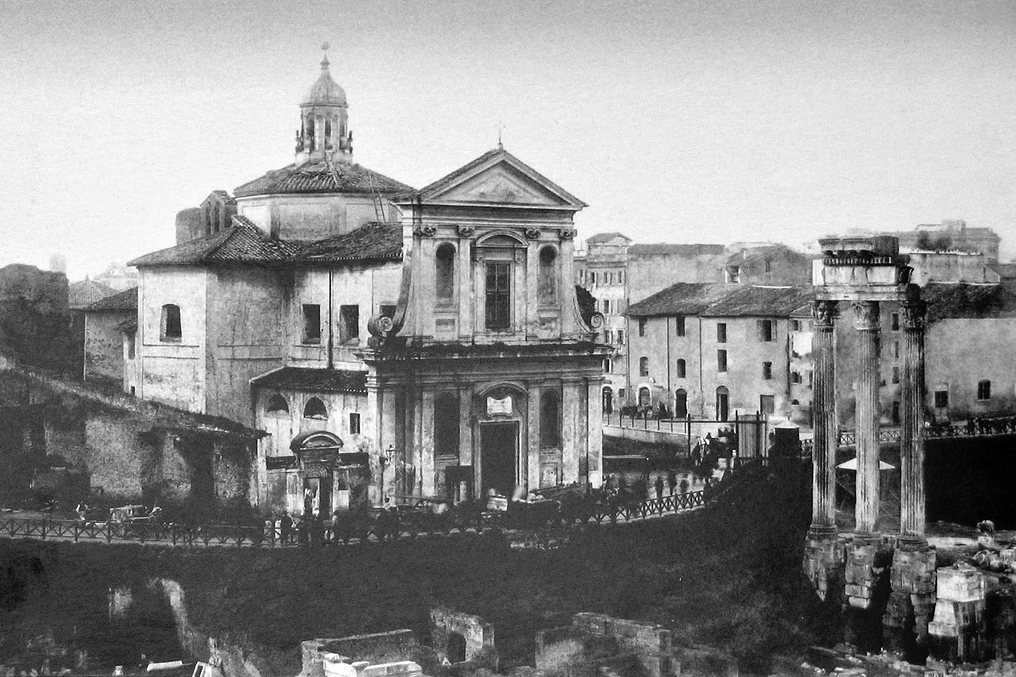
La chiesa prima della sua demolizione
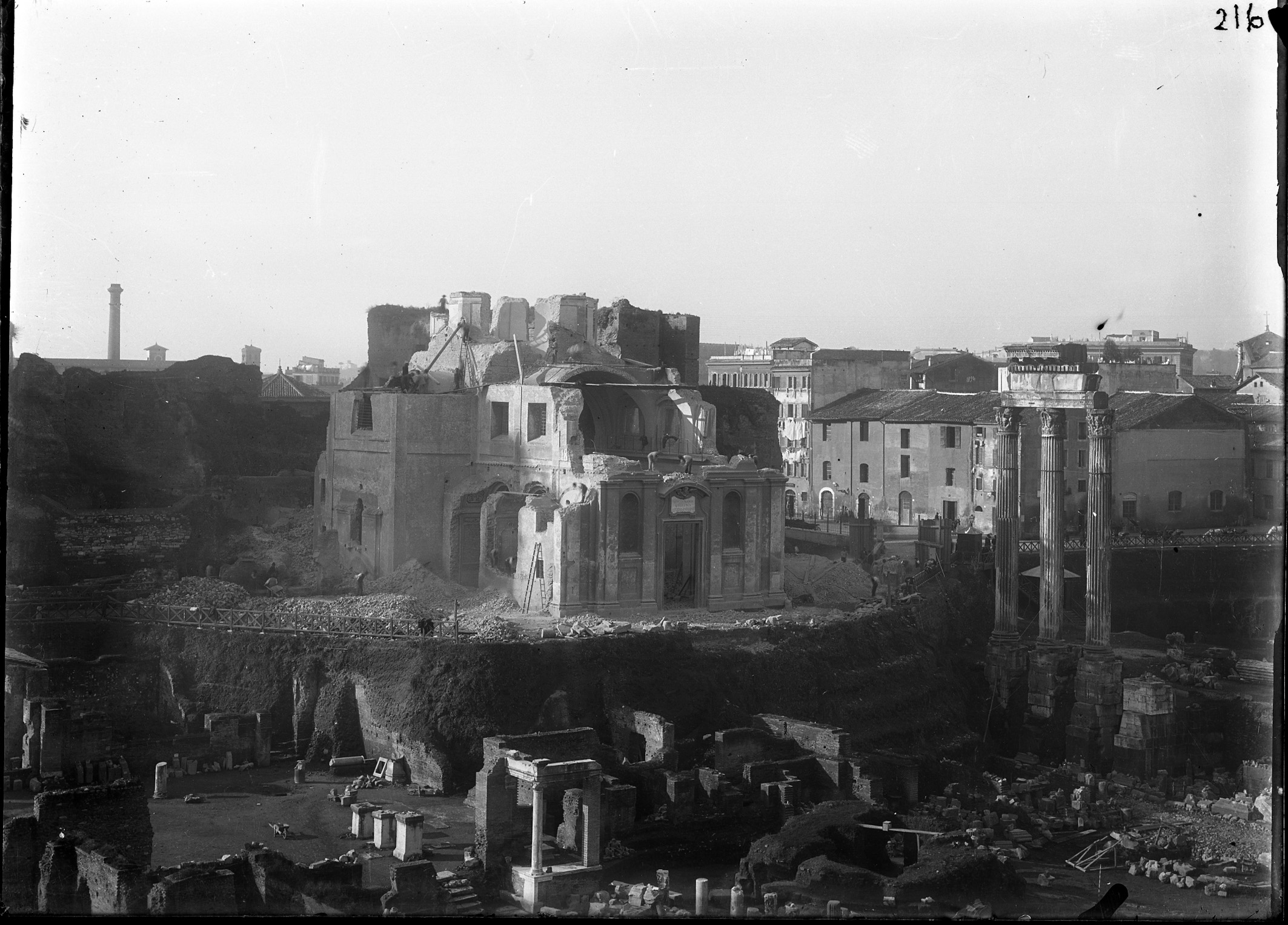
La chiesa durante la demolizione